# Вайт Кей (річка)
Білий Кей (афр. Wit-Kei River) — річка в Південній Африці. Бере початок на півночі від міста Квінстаун (англ. Queenstown), Східна Капська провінція і з'днується з річкою Сварт-Кей, щоб стати річкою Великий Кей.